# Global Spirit Tour
La gira Global Spirit Tour de la banda inglesa Depeche Mode se anunció en conferencia de prensa en Milán el día 11 de octubre de 2016, previendo inicialmente 32 fechas en el Viejo Continente, como apoyo de su álbum de estudio Spirit. También se anunció que posteriormente la gira seguirá por Norteamérica y Sudamérica. El 17 de octubre se añadió una segunda fecha en Hannover, y el 22 de noviembre se añadió una fecha en Dresde. El 28 de febrero se anunciaron las fechas en Norteamérica, indicando que pronto se darían las fechas para Sudamérica, que finalmente se anunciaron en marzo. El 30 de marzo se añadió una segunda fecha en la Ciudad de México, y el 21 de abril se añadió una histórica cuarta fecha en Los Ángeles. En junio se anunciaron las primeras fechas de la segunda manga europea, y poco después se agregaron más fechas.
Acerca del álbum, previo a su publicación David Gahan indicó en entrevista que buena parte de Spirit estaba hecha para ser tocada en concierto, algo no hecho desde 1994, pues a partir del álbum Ultra de 1997 comenzaron a tocar más bien solo parte de los álbumes a promocionar, optando principalmente por los temas más populares de su apogeo entre 1986 y 1993, aunque solo cinco temas de la colección terminaron apareciendo en los conciertos. Por su parte, Anton Corbijn realizó de nuevo los acompañamientos visuales para la gira. Con 130 fechas, el Global Spirit Tour se convirtió en la gira más larga de DM.
Basado en los dos últimos conciertos especiales de cierre de la gira, el 23 y 25 de julio de 2018 en el Teatro del Bosque de Berlín, se publicó en 2019 el documental Spirits in the Forest.

## Créditos
Durante el tour, Depeche Mode se presentó como un quinteto, como en todas sus anteriores giras desde 1998.
- David Gahan - vocalista.
- Martin Gore - segundo vocalista, guitarras, sintetizador y segunda voz.
- Andrew Fletcher - sintetizador.

- Christian Eigner - batería.
- Peter Gordeno - sintetizador, piano, bajo eléctrico y apoyo vocal.

## Temas interpretados

### Listado general de canciones
| Listado para Europa 1 y Norteamérica 1. Intro Instrumental 2. Going Backwards 3. - So Much Love - Policy of Truth - It's No Good 4. Barrel of a Gun 5. A Pain That I'm Used To (Jacques Lu Cont Remix) 6. - Corrupt - Useless (en su versión Remix) 7. In Your Room 8. World in My Eyes 9. Cover Me 10. Tema interpretado por Martin Gore - Home (en su forma epónima) En acústico - A Question of Lust - Shake the Disease - Judas - Somebody - Strangelove - Insight - Sister of Night 11. Tema interpretado por Martin Gore - A Question of Lust (en acústico) - Home (en su forma epónima) 12. - Poison Heart - Policy of Truth - Precious 13. Where's the Revolution 14. Wrong 15. Everything Counts 16. - Stripped - Black Celebration - Halo 17. Enjoy the Silence 18. Never Let Me Down Again Encore 19. Tema interpretado por Martin Gore - Home (en su forma epónima) En acústico - Somebody - Strangelove - Judas - Shake the Disease - But Not Tonight 20. Walking in My Shoes (con elementos de su versión Random Carpet Mix) 21. - "Heroes" (original de David Bowie) - Black Celebration - Policy of Truth 22. - I Feel You - A Question of Time 23. Personal Jesus | Listado para Europa 2, Latinoamérica y Norteamérica 2 1. Intro Instrumental 2. Going Backwards 3. It's No Good 4. Barrel of a Gun 5. A Pain That I'm Used To (Jacques Lu Cont Remix) 6. Useless (en su versión Remix) 7. Precious 8. World in My Eyes 9. Cover Me 10. Tema interpretado por Martin Gore - The Things You Said (en su forma epónima) En acústico - Insight - Sister of Night - Judas 11. Tema interpretado por Martin Gore - Home (en su forma epónima) 12. In Your Room 13. - Where's the Revolution - Policy of Truth 14. Everything Counts 15. - Stripped - Policy of Truth - Black Celebration 16. Enjoy the Silence 17. Never Let Me Down Again Encore 18. Tema acústico interpretado por Martin Gore - Judas - Strangelove - I Want You Now - Somebody 19. Walking in My Shoes (con elementos de su versión Random Carpet Mix) 20. - A Question of Time - I Feel You 21. Personal Jesus Listado para Europa 3 1. Intro Instrumental 2. Going Backwards 3. It's No Good 4. A Pain That I'm Used To (Jacques Lu Cont Remix) 5. - Precious - Useless (en su versión Remix) 6. - Policy of Truth - Precious 7. World in My Eyes 8. Cover Me 9. Tema interpretado por Martin Gore - The Things You Said (en su forma epónima) - Somebody (acústico) 10. In Your Room 11. Everything Counts 12. Stripped 13. Personal Jesus 14. Never Let Me Down Again Encore 15. Somebody (acústico) 16. Walking in My Shoes (con elementos de su versión Random Carpet Mix) 17. Enjoy the Silence 18. Just Can't Get Enough |

### Estadísticas
- Temas de Spirit (5)
- Temas de Delta Machine (0)
- Temas de Sounds of the Universe (2)
- Temas de Playing the Angel (2)
- Temas de Exciter (0)
- Temas de Ultra (6)
- Temas de Songs of Faith and Devotion (4)
- Temas de Violator (5)
- Temas de Music for the Masses (4)
- Temas de Black Celebration (4)
- Temas de Some Great Reward (1)
- Temas de Construction Time Again (1)
- Temas de A Broken Frame (0)
- Temas de Speak & Spell (1)
- Temas no pertenecientes a algún álbum de estudio: (3)
- Canciones tocadas en la gira anterior Delta Machine Tour: 22
- Total de canciones Interpretadas: 38
- Regresos: "The Things You Said" no tocada desde Tour for the Masses (30 años), "I Want You Now" no tocada desde Exotic Tour (24 años), "Useless" no tocada desde The Singles Tour (19 años) y "Everything Counts" no tocada desde Touring the Angel en abril de 2006 (11 años).
- Canciones más recientes, no perteneciente al álbum soporte de la gira: "Corrupt" y "Wrong"
- Canción debut no perteneciente al álbum soporte de la gira: "Corrupt" y "Heroes"
- Todos los sencillos interpretados de un álbum, no perteneciente al de soporte de la gira: Black Celebration, Violator y Ultra

### Variaciones

#### Variaciones de Europa 1 y Norteamérica
Véase arriba el Listado de la manga Europa 1 y Norteamérica
| Listado # | Tema #3         | Tema #6 | Tema #10           | Tema #11           | Tema #12        | Tema #16          | Tema #19          | Tema #21           | Tema #22           |
| --------- | --------------- | ------- | ------------------ | ------------------ | --------------- | ----------------- | ----------------- | ------------------ | ------------------ |
| 1         | So Much Love    | Corrupt | Home               | A Question of Lust | Poison Heart    | Stripped          | Somebody          | Heroes             | I Feel You         |
| 2         | So Much Love    | Corrupt | A Question of Lust | Home               | Poison Heart    | Stripped          | Somebody          | Heroes             | I Feel You         |
| 3         | So Much Love    | Corrupt | Shake the Disease  | Home               | Poison Heart    | Stripped          | Strangelove       | Heroes             | I Feel You         |
| 4         | So Much Love    | Corrupt | A Question of Lust | Home               | Poison Heart    | Stripped          | Strangelove       | Heroes             | I Feel You         |
| 5         | So Much Love    | Corrupt | Judas              | Home               | Poison Heart    | Stripped          | Strangelove       | Heroes             | I Feel You         |
| 6         | So Much Love    | Corrupt | Judas              | Home               | Poison Heart    | Stripped          | Somebody          | Heroes             | I Feel You         |
| 7         | So Much Love    | Corrupt | A Question of Lust | Home               | Poison Heart    | Stripped          | Judas             | Heroes             | I Feel You         |
| 8         | N/A             | Corrupt | Somebody           | N/A                | N/A             | Stripped          | Home              | Heroes             | I Feel You         |
| 9         | N/A             | N/A     | Judas              | N/A                | N/A             | Stripped          | Home              | Heroes             | I Feel You         |
| 10        | Policy of Truth | Corrupt | Judas              | Home               | Poison Heart    | Black Celebration | Strangelove       | Heroes             | I Feel You         |
| 11        | So Much Love    | Corrupt | Strangelove        | Home               | Policy of Truth | Stripped          | Judas             | Heroes             | I Feel You         |
| 12        | It's No Good    | Corrupt | Insight            | Home               | Poison Heart    | Stripped          | Shake the Disease | Black Celebration  | I Feel You         |
| 13        | It's No Good    | Useless | Sister of Night    | Home               | Precious        | Stripped          | But Not Tonight   | Policy of Truth    | I Feel You         |
| 14        | It's No Good    | Useless | A Question of Lust | Home               | Precious        | Halo              | Strangelove       | Policy of Truth    | A Question of Time |
| 28        | So Much Love    | Corrupt | Somebody           | Home               | In your Room    | Stripped          | Strangelove       | A Question of Time | N/A                |

Nota #1: El 12/06/17 en Hannover se omitió "Heroes".
Nota #2: El 06/07/17 en Bilbao se omitió "So Much Love", el segundo tema interpretado por Martin Gore, "Poison Heart", "Wrong" y "Heroes".
Nota #3: El 08/07/17 en Lisboa se omitió "So Much Love", "Corrupt", el segundo tema interpretado por Martin Gore, "Poison Heart" y "Heroes".
Nota #4: El 23/07/18 en Berlín hubo 20 temas. Se omite temas 12 y 22. "I Feel You" se interpretó entre "Wrong" y "Everything Counts".

#### Variaciones de Europa 2, Latinoamérica y Norteamérica 2
Véase arriba el Listado de la manga Europa 2, Latinoamérica y Norteamérica 2
| Listado # | Tema #10            | Tema #13               | Tema #15          | Tema #18       | Tema #20           |
| --------- | ------------------- | ---------------------- | ----------------- | -------------- | ------------------ |
| 15        | Insight             | Where's the Revolution | Stripped          | Judas          | A Question of Time |
| 16        | Insight             | Where's the Revolution | Stripped          | Strangelove    | A Question of Time |
| 17        | Sister of Night     | Where's the Revolution | Stripped          | Judas          | A Question of Time |
| 18        | Sister of Night     | Where's the Revolution | Policy of Truth   | Judas          | A Question of Time |
| 19        | Sister of Night     | Where's the Revolution | Black Celebration | Judas          | I Feel You         |
| 20        | Sister of Night     | Policy of Truth        | Stripped          | Judas          | I Feel You         |
| 21        | Insight             | Where's the Revolution | Stripped          | I Want You Now | A Question of Time |
| 22        | Sister of Night     | Policy of Truth        | Stripped          | I Want You Now | I Feel You         |
| 23        | Judas               | Policy of Truth        | Stripped          | Somebody       | I Feel You         |
| 24        | The Things you Said | Where's the Revolution | Stripped          | I Want You Now | A Question of Time |

#### Variaciones de Europa 3
Véase arriba el Listado de la manga Europa 3
| Listado # | Tema #5  | Tema #6         | Tema #9             | Tema #15 |
| --------- | -------- | --------------- | ------------------- | -------- |
| 25        | Precious | Policy of Truth | The Things you Said | Somebody |
| 26        | Useless  | Precious        | The Things you Said | Somebody |
| 27        | Precious | N/A             | Somebody            | N/A      |

Listado 29: El 25/07/18 en Berlín hubo un listado especial de fin de gira que mezclaba varios temas tocados en varias mangas: "Going Backwords", "It's No Good", "A Pain that I'm used to", "Useless", "Precious", "World in my Eyes", "Cover me", "The Things yo Said", "Insight", "Poison Heart", "Where's the Revolution", "Everything Counts", "Stripped", "Enjoy the Silence", "Never Let me Down Again", "I Want you Now", "Heroes", "Walking in My Shoes", "Personal Jesus" y "Just Can't Get Enough".

## Destinos de la gira

### Primera manga: Europa
| Fecha               | País            | Ciudad             | Lugar                           | # |
| 5 de mayo de 2017   | Suecia          | Estocolmo          | Friends Arena                   | 1 |
| 7 de mayo de 2017   | Países Bajos    | Ámsterdam          | Ziggo Dome                      | 1 |
| 9 de mayo de 2017   | Bélgica         | Amberes            | Sportpaleis                     | 1 |
| 12 de mayo de 2017  | Francia         | Niza               | Stade Charles-Ehrmann           | 1 |
| 14 de mayo de 2017  | Eslovenia       | Liubliana          | Dvorana Stožice                 | 1 |
| 17 de mayo de 2017  | Grecia          | Atenas             | Terra Vibe Park                 | 1 |
| 20 de mayo de 2017  | Eslovaquia      | Bratislava         | Štadión Pasienky                | 1 |
| 22 de mayo de 2017  | Hungría         | Budapest           | Groupama Arena                  | 2 |
| 24 de mayo de 2017  | República Checa | Praga              | Eden Arena                      | 2 |
| 27 de mayo de 2017  | Alemania        | Leipzig            | Festwiese                       | 2 |
| 29 de mayo de 2017  | Francia         | Lille              | Stade Pierre-Mauroy             | 2 |
| 31 de mayo de 2017  | Dinamarca       | Copenhague         | Telia Parken                    | 2 |
| 3 de junio de 2017  | Reino Unido     | Londres            | London Stadium                  | 2 |
| 5 de junio de 2017  | Alemania        | Colonia            | RheinEnergieStadion             | 2 |
| 7 de junio de 2017  | Alemania        | Dresde             | Ostragehege                     | 2 |
| 9 de junio de 2017  | Alemania        | Múnich             | Olympiastadion                  | 2 |
| 11 de junio de 2017 | Alemania        | Hannover           | HDI-Arena                       | 2 |
| 12 de junio de 2017 | Alemania        | Hannover           | HDI-Arena                       | 3 |
| 18 de junio de 2017 | Suiza           | Zúrich             | Letzigrund Stadion              | 2 |
| 20 de junio de 2017 | Alemania        | Fráncfort del Meno | Commerzbank-Arena               | 2 |
| 22 de junio de 2017 | Alemania        | Berlín             | Olympiastadion                  | 4 |
| 25 de junio de 2017 | Italia          | Roma               | Stadio Olimpico                 | 2 |
| 27 de junio de 2017 | Italia          | Milán              | Stadio San Siro                 | 2 |
| 29 de junio de 2017 | Italia          | Bolonia            | Stadio Renato Dall'Ara          | 5 |
| 1 de julio de 2017  | Francia         | París              | Stade de France                 | 6 |
| 4 de julio de 2017  | Alemania        | Gelsenkirchen      | Veltins-Arena                   | 7 |
| 6 de julio de 2017  | España          | Bilbao             | Bilbao BBK Live - Monte Cobetas | 8 |
| 8 de julio de 2017  | Portugal        | Lisboa             | NOS Alive Festival              | 9 |
| 13 de julio de 2017 | Rusia           | San Petersburgo    | SKK Arena                       | 2 |
| 15 de julio de 2017 | Rusia           | Moscú              | Otkrytie Arena                  | 2 |
| 19 de julio de 2017 | Ucrania         | Kiev               | Olimpiyskiy                     | 2 |
| 21 de julio de 2017 | Polonia         | Varsovia           | PGE Narodowy                    | 2 |
| 23 de julio de 2017 | Rumania         | Cluj-Napoca        | Cluj Arena                      | 2 |

### Segunda manga: Norteamérica
| Fecha                    | País           | Ciudad           | Lugar                           | #  |
| 23 de agosto de 2017     | Estados Unidos | Salt Lake City   | USANA Amphitheatre              | 2  |
| 25 de agosto de 2017     | Estados Unidos | Denver           | Pepsi Center                    | 2  |
| 27 de agosto de 2017     | Estados Unidos | Detroit          | DTE Energy Music Theatre        | 2  |
| 30 de agosto de 2017     | Estados Unidos | Chicago          | Hollywood Casino Amphitheatre   | 2  |
| 1 de septiembre de 2017  | Estados Unidos | Uncasville       | Mohegan Sun Arena               | 2  |
| 3 de septiembre de 2017  | Canadá         | Toronto          | Air Canada Centre               | 2  |
| 5 de septiembre de 2017  | Canadá         | Montreal         | Bell Centre                     | 2  |
| 7 de septiembre de 2017  | Estados Unidos | Washington D. C. | Verizon Center                  | 2  |
| 9 de septiembre de 2017  | Estados Unidos | Nueva York       | Madison Square Garden           | 2  |
| 11 de septiembre de 2017 | Estados Unidos | Nueva York       | Madison Square Garden           | 10 |
| 15 de septiembre de 2017 | Estados Unidos | Miami            | AmericanAirlines Arena          | 2  |
| 18 de septiembre de 2017 | Estados Unidos | Nashville        | Ascend Amphitheater             | 2  |
| 20 de septiembre de 2017 | Estados Unidos | Austin           | Austin360 Amphitheatre          | 2  |
| 22 de septiembre de 2017 | Estados Unidos | Dallas           | Starplex Pavilion               | 2  |
| 24 de septiembre de 2017 | Estados Unidos | Houston          | Cynthia Woods Mitchell Pavilion | 2  |
| 27 de septiembre de 2017 | Estados Unidos | Phoenix          | AK-Chin Pavilion                | 2  |
| 30 de septiembre de 2017 | Estados Unidos | Las Vegas        | T-Mobile Arena                  | 2  |
| 2 de octubre de 2017     | Estados Unidos | Santa Bárbara    | Santa Barbara Bowl              | 2  |
| 6 de octubre de 2017     | Estados Unidos | San Diego        | Mattress Firm Amphitheatre      | 2  |
| 8 de octubre de 2017     | Estados Unidos | San José         | SAP Center                      | 2  |
| 10 de octubre de 2017    | Estados Unidos | Oakland          | Oracle Arena                    | 2  |
| 12 de octubre de 2017    | Estados Unidos | Los Ángeles      | Hollywood Bowl                  | 2  |
| 14 de octubre de 2017    | Estados Unidos | Los Ángeles      | Hollywood Bowl                  | 11 |
| 16 de octubre de 2017    | Estados Unidos | Los Ángeles      | Hollywood Bowl                  | 12 |
| 18 de octubre de 2017    | Estados Unidos | Los Ángeles      | Hollywood Bowl                  | 13 |
| 21 de octubre de 2017    | Estados Unidos | Seattle          | KeyArena                        | 2  |
| 23 de octubre de 2017    | Estados Unidos | Portland         | Moda Center                     | 2  |
| 25 de octubre de 2017    | Canadá         | Vancouver        | Rogers Arena                    | 2  |
| 27 de octubre de 2017    | Canadá         | Edmonton         | Rogers Place                    | 2  |

### Tercera manga: Europa
| Fecha                   | País            | Ciudad             | Lugar                    | #  |
| 15 de noviembre de 2017 | Irlanda         | Dublín             | 3Arena                   | 14 |
| 17 de noviembre de 2017 | Reino Unido     | Mánchester         | Manchester Arena         | 15 |
| 19 de noviembre de 2017 | Reino Unido     | Birmingham         | Arena Birmingham         | 16 |
| 22 de noviembre de 2017 | Reino Unido     | Londres            | The O2 Arena             | 16 |
| 24 de noviembre de 2017 | Alemania        | Fráncfort del Meno | Festhalle                | 16 |
| 26 de noviembre de 2017 | Bélgica         | Amberes            | Sportpaleis              | 16 |
| 28 de noviembre de 2017 | Alemania        | Stuttgart          | Schleyerhalle            | 16 |
| 30 de noviembre de 2017 | Alemania        | Mannheim           | Mannheim Arena           | 17 |
| 3 de diciembre de 2017  | Francia         | París              | AccorHotels Arena        | 16 |
| 5 de diciembre de 2017  | Francia         | París              | AccorHotels Arena        | 18 |
| 7 de diciembre de 2017  | España          | Barcelona          | Palau Sant Jordi         | 16 |
| 9 de diciembre de 2017  | Italia          | Turín              | Palasport Olimpico       | 16 |
| 11 de diciembre de 2017 | Italia          | Turín              | Palasport Olimpico       | 19 |
| 13 de diciembre de 2017 | Italia          | Bolonia            | Unipol Arena             | 16 |
| 16 de diciembre de 2017 | España          | Madrid             | WiZink Center            | 16 |
| 9 de enero de 2018      | Dinamarca       | Copenhague         | Royal Arena              | 16 |
| 11 de enero de 2018     | Alemania        | Hamburgo           | Barclaycard Arena        | 16 |
| 13 de enero de 2018     | Países Bajos    | Ámsterdam          | Ziggo Dome               | 16 |
| 15 de enero de 2018     | Alemania        | Colonia            | Lanxess Arena            | 16 |
| 17 de enero de 2018     | Alemania        | Berlín             | Mercedes-Benz Arena      | 16 |
| 19 de enero de 2018     | Alemania        | Berlín             | Mercedes-Benz Arena      | 20 |
| 21 de enero de 2018     | Alemania        | Núremberg          | Arena Nürnberger         | 21 |
| 24 de enero de 2018     | Francia         | Burdeos            | Bordeaux Métropole Arena | 16 |
| 27 de enero de 2018     | Italia          | Milán              | Mediolanum Forum         | 16 |
| 29 de enero de 2018     | Italia          | Milán              | Mediolanum Forum         | 22 |
| 31 de enero de 2018     | República Checa | Praga              | O2 Arena                 | 16 |
| 2 de febrero de 2018    | Hungría         | Budapest           | BSA                      | 16 |
| 4 de febrero de 2018    | Austria         | Viena              | Stadthalle               | 16 |
| 7 de febrero de 2018    | Polonia         | Cracovia           | Tauron Arena             | 16 |
| 9 de febrero de 2018    | Polonia         | Łódź               | Atlas Arena              | 21 |
| 11 de febrero de 2018   | Polonia         | Gdansk             | Ergo Arena               | 21 |
| 13 de febrero de 2018   | Bielorrusia     | Minsk              | Minsk Arena              | 21 |
| 16 de febrero de 2018   | Rusia           | San Petersburgo    | SKK Arena                | 21 |
| 18 de febrero de 2018   | Finlandia       | Helsinki           | Hartwall Arena           | 21 |
| 20 de febrero de 2018   | Letonia         | Riga               | Arena Riga               | 21 |
| 22 de febrero de 2018   | Lituania        | Vilna              | Siemens Arena            | 21 |
| 25 de febrero de 2018   | Rusia           | Moscú              | Estadio Olimpiski        | 21 |

### Cuarta manga: Latinoamérica
| Fecha               | País      | Ciudad           | Lugar                      | #  |
| 11 de marzo de 2018 | México    | Ciudad de México | Foro Sol                   | 16 |
| 13 de marzo de 2018 | México    | Ciudad de México | Foro Sol                   | 23 |
| 16 de marzo de 2018 | Colombia  | Bogotá           | Parque Simón Bolívar       | 16 |
| 18 de marzo de 2018 | Perú      | Lima             | Estadio Nacional           | 16 |
| 21 de marzo de 2018 | Chile     | Santiago         | Estadio Nacional           | 16 |
| 24 de marzo de 2018 | Argentina | La Plata         | Estadio Ciudad de La Plata | 16 |
| 27 de marzo de 2018 | Brasil    | São Paulo        | Allianz Parque             | 16 |

### Quinta manga: Norteamérica
| Fecha               | País           | Ciudad      | Lugar              | #  |
| 22 de mayo de 2018  | Estados Unidos | Anaheim     | Honda Center       | 24 |
| 24 de mayo de 2018  | Estados Unidos | Sacramento  | Golden 1 Center    | 24 |
| 27 de mayo de 2018  | Estados Unidos | San Antonio | AT&T Center        | 24 |
| 29 de mayo de 2018  | Estados Unidos | Tulsa       | BOK Center         | 24 |
| 1 de junio de 2018  | Estados Unidos | Chicago     | United Center      | 24 |
| 3 de junio de 2018  | Estados Unidos | Filadelfia  | Wells Fargo Center | 24 |
| 6 de junio de 2018  | Estados Unidos | Nueva York  | Barclays Center    | 24 |
| 9 de junio de 2018  | Estados Unidos | Boston      | TD Garden          | 24 |
| 11 de junio de 2018 | Canadá         | Toronto     | Air Canada Centre  | 24 |

### Sexta manga: Europa
Para mediados de 2018, DM lideró una serie de festivales en Europa, para concluir formalmente la gira Global Spirit Tour con dos conciertos especiales en el Teatro del Bosque de Berlín el 23 y 25 de julio.
| Fecha               | País        | Ciudad                 | Lugar                                                | #  |
| 23 de junio de 2018 | Reino Unido | Newport                | Festival de la Isla de Wight                         | 25 |
| 26 de junio de 2018 | Hungría     | Sopron                 | Festival Volt                                        | 26 |
| 28 de junio de 2018 | Dinamarca   | Odense                 | Festival Tinderbox                                   | 27 |
| 30 de junio de 2018 | Suiza       | San Galo               | Festival OpenAir St. Gallen                          | 27 |
| 2 de julio de 2018  | Italia      | Barolo                 | Festival Collisioni                                  | 27 |
| 5 de julio de 2018  | Polonia     | Gdynia                 | Festival Open'er                                     | 27 |
| 7 de julio de 2018  | Francia     | Arrás                  | Festival Main Square                                 | 27 |
| 9 de julio de 2018  | Francia     | Hérouville-Saint-Clair | Festival Beauregard                                  | 27 |
| 12 de julio de 2018 | Francia     | Aix-les-Bains          | Festival Musilac Music                               | 27 |
| 14 de julio de 2018 | España      | Madrid                 | Festival Mad Cool                                    | 27 |
| 17 de julio de 2018 | Suiza       | Nyon                   | Festival Paléo                                       | 27 |
| 19 de julio de 2018 | Francia     | Carhaix-Plouguer       | Festival de Vieilles Charrues                        | 27 |
| 21 de julio de 2018 | Francia     | París                  | Hipódromo de Longchamp - Festival Lollapalooza Paris | 27 |
| 23 de julio de 2018 | Alemania    | Berlín                 | Teatro del Bosque de Berlín                          | 28 |
| 25 de julio de 2018 | Alemania    | Berlín                 | Teatro del Bosque de Berlín                          | 29 |

### Conciertos cancelados
El 11 de septiembre de 2017, a través de su sitio oficial en Internet, la banda canceló el concierto programado para la ciudad de Tampa, Florida, en los Estados Unidos, debido a los daños causados por el Huracán Irma, aclarando que se hizo imposible recalendarizar la fecha.
| Fecha                    | País           | Ciudad |
| 13 de septiembre de 2017 | Estados Unidos | Tampa  |